# George Sarton Medaille
De George Sarton Medaille is wetenschapsprijs van de internationale History of Science Society, vernoemd naar de Amerikaanse wetenschapshistoricus George Sarton. Deze prijs wordt sinds 1955 jaarlijks uitgereikt aan wetenschappers, die zich hebben onderscheiden op het gebied van de wetenschapsgeschiedenis. 
| Jaar | Winnaar(s)                                            |
| ---- | ----------------------------------------------------- |
| 1955 | George Sarton                                         |
| 1956 | Charles and Dorothea Waley Singer                     |
| 1957 | Lynn Thorndike                                        |
| 1958 | John F. Fulton                                        |
| 1959 | Richard Shryock                                       |
| 1960 | Owsei Temkin                                          |
| 1961 | Alexandre Koyré                                       |
| 1962 | Eduard Jan Dijksterhuis                               |
| 1963 | Vassili Zoubov                                        |
| 1964 | niet uitgereikt                                       |
| 1965 | J. R. Partington                                      |
| 1966 | Anneliese Maier                                       |
| 1967 | niet uitgereikt                                       |
| 1968 | Joseph Needham                                        |
| 1969 | Kurt Vogel                                            |
| 1970 | Walter Pagel                                          |
| 1971 | Willy Hartner                                         |
| 1972 | Kiyosi Yabuuti                                        |
| 1973 | Henry Guerlac                                         |
| 1974 | I. Bernard Cohen                                      |
| 1975 | René Taton                                            |
| 1976 | Bern Dibner                                           |
| 1977 | Derek T. Whiteside                                    |
| 1978 | A.P. Youschkevitch                                    |
| 1979 | Maria Luisa Righini-Bonelli                           |
| 1980 | Marshall Clagett                                      |
| 1981 | A. Rupert Hall en Marie Boas Hall                     |
| 1982 | Thomas S. Kuhn                                        |
| 1983 | Georges Canguilhem                                    |
| 1984 | Charles Coulston Gillispie                            |
| 1985 | Paolo Rossi, Richard S. Westfall (Two medals awarded) |
| 1986 | Ernst Mayr                                            |
| 1987 | G.E.R. Lloyd                                          |
| 1988 | Stillman Drake                                        |
| 1989 | Gerald Holton                                         |
| 1990 | A. Hunter Dupree                                      |
| 1991 | Mirko D. Grmek                                        |
| 1992 | Edward Grant                                          |
| 1993 | John L. Heilbron                                      |
| 1994 | Allen G. Debus                                        |
| 1995 | Charles Rosenberg                                     |
| 1996 | Loren Graham                                          |
| 1997 | Betty Jo Teeter Dobbs                                 |
| 1998 | Thomas L. Hankins                                     |
| 1999 | David C. Lindberg                                     |
| 2000 | Frederic L. Holmes                                    |
| 2001 | Daniel J. Kevles                                      |
| 2002 | John C. Greene                                        |
| 2003 | Nancy Siraisi                                         |
| 2004 | Robert E. Kohler                                      |
| 2005 | A. I. Sabra                                           |
| 2006 | Mary Jo Nye                                           |
| 2007 | Martin J. S. Rudwick                                  |
| 2008 | Ronald L. Numbers                                     |
| 2009 | John E. Murdoch                                       |
| 2010 | Michael McVaugh                                       |
| 2011 | Robert J. Richards                                    |
| 2012 | Lorraine Daston                                       |
| 2013 | Simon Schaffer                                        |
| 2014 | Steven Shapin                                         |
| 2015 | Robert Fox                                            |
| 2016 | Katharine Park                                        |
| 2017 | Garland E. Allen                                      |
| 2018 | Sally Gregory Kohlstedt                               |
| 2019 | Peter E.J. Bols                                       |